# George Beresford
George Thomas Beresford (12 février 1781 - 26 octobre 1839) est un militaire anglo-irlandais, un courtisan et un homme politique conservateur. Il est contrôleur de la maison de 1812 à 1830.

## Biographie
Il est le quatrième fils de George Beresford (1er marquis de Waterford), de son épouse Elizabeth Monck, fille de Henry Monck. Henry Beresford (2e marquis de Waterford) et Lord John George Beresford sont ses frères aînés et William Carr Beresford et Sir John Beresford (1er baronnet), ses demi-frères .

## Carrière militaire
Il est nommé cornet du 13e Light Dragoons en avril 1794, lieutenant du 111e régiment de fantassins en juillet 1794 et capitaine du 124e régiment de fantassins le 24 septembre 1794, d'où il passe dans le 88e régiment de fantassins le 29 juillet 1796. En tant que capitaine, il sert deux ans et huit mois dans les Indes orientales. Il est promu major des 6th Dragoon Guards le 3 décembre 1800 et lieutenant-colonel du Régiment de Dillon le 24 septembre 1803, d'où il est transféré au 71e régiment de fantassins le 16 août 1804, puis au 2e Gardes le 30 juillet 1807. Le 1er janvier 1812, il obtient le grade de colonel breveté et est promu major général le 4 juin 1814 .

## Carrière politique
Il est élu au parlement pour Londonderry en 1802. En 1812, il est réélu pour Coleraine et admis au Conseil privé et nommé contrôleur de la maison de Lord Liverpool. En 1814, il est élu au parlement du comté de Waterford. Il ne siège pas au parlement entre 1826 et 1830 mais continue néanmoins à occuper le poste de contrôleur de la Maison. Il est de nouveau réélu au parlement pour le comté de Waterford en mars 1830 et reste contrôleur de la Maison jusqu'à l'arrivée au pouvoir des Whigs sous Lord Grey à la fin de 1830. Il continue à représenter le comté de Waterford au Parlement jusqu'aux élections générales de 1831.

## Famille
Il épouse Harriet Schutz, fille de John Bacon Schutz, de Gillingham Hall, Suffolk, le 22 novembre 1808. Ils ont trois filles:
- Elizabeth Harriet Georgina (1810-1889), épouse l'amiral Henry Eden (en).
- Harriet Susan Isabella (décédée en 1859), épouse George Dunbar, député de Belfast.
- Caroline Susan Catherine (décédée en 1866), mariée à l'hon. Edward Kenyon, de Maesfen, Shropshire.

Il décède en octobre 1839, à l'âge de 58 ans. Lady George Beresford est décédée en avril 1860 .